# Trichophorum rigidum
Trichophorum rigidum là loài thực vật có hoa trong họ Cói. Loài này được (Steud.) Goetgh., Muasya & D.A.Simpson mô tả khoa học đầu tiên năm 2000.